# Strečno
Strečno (maďarsky Sztrecsény, do roku 1902 Sztrecsnó) je obec na severním Slovensku, 7 km východně od Žiliny. Nachází se na rozhraní Turčianské a Žilinské kotliny u západního konce Strečenského průsmyku, který tvoří průlomové údolí řeky Váh přes Malou Fatru. Obec má výměru 13,175 km² a má 2 551 obyvatel.

## Dějiny obce
První písemná zmínka o obci pochází z roku 1321, když zde bylo zřízeno místo na vybíraní mýta. Předtím se zde nacházelo slovanské hradiště z 9. století. Do roku 1848 byla obec součástí hradního panství Strečno.
Nad obcí se nachází částečně rekonstruovaný středověký hrad Strečno, který je národní kulturní památkou Slovenské republiky. Hrad je poprvé písemně zmiňován v roce 1316, avšak existoval již od 13. století. Roku 1698 byl hrad velmi poničen a od té doby se nalézá v ruinách. Ve 20. století a hlavně v 90. letech byl hrad rekonstruován a v roce 1992 následně zpřístupněn pro veřejnost.
Na výjezdu z železničního tunelu východně od obce na vrútecké straně byl v roce 1888 původně umístěn jeden ze sedmi výškových bodů, tzv.Locus perennis ("věčný bod") základní nivelační sítě Rakouska-Uherska.
U silnice vedoucí ze Žiliny do Vrútek byl na vyvýšenině zvané Zvonica v roce 1956 postaven Památník francouzských partyzánů.